# تریتونال

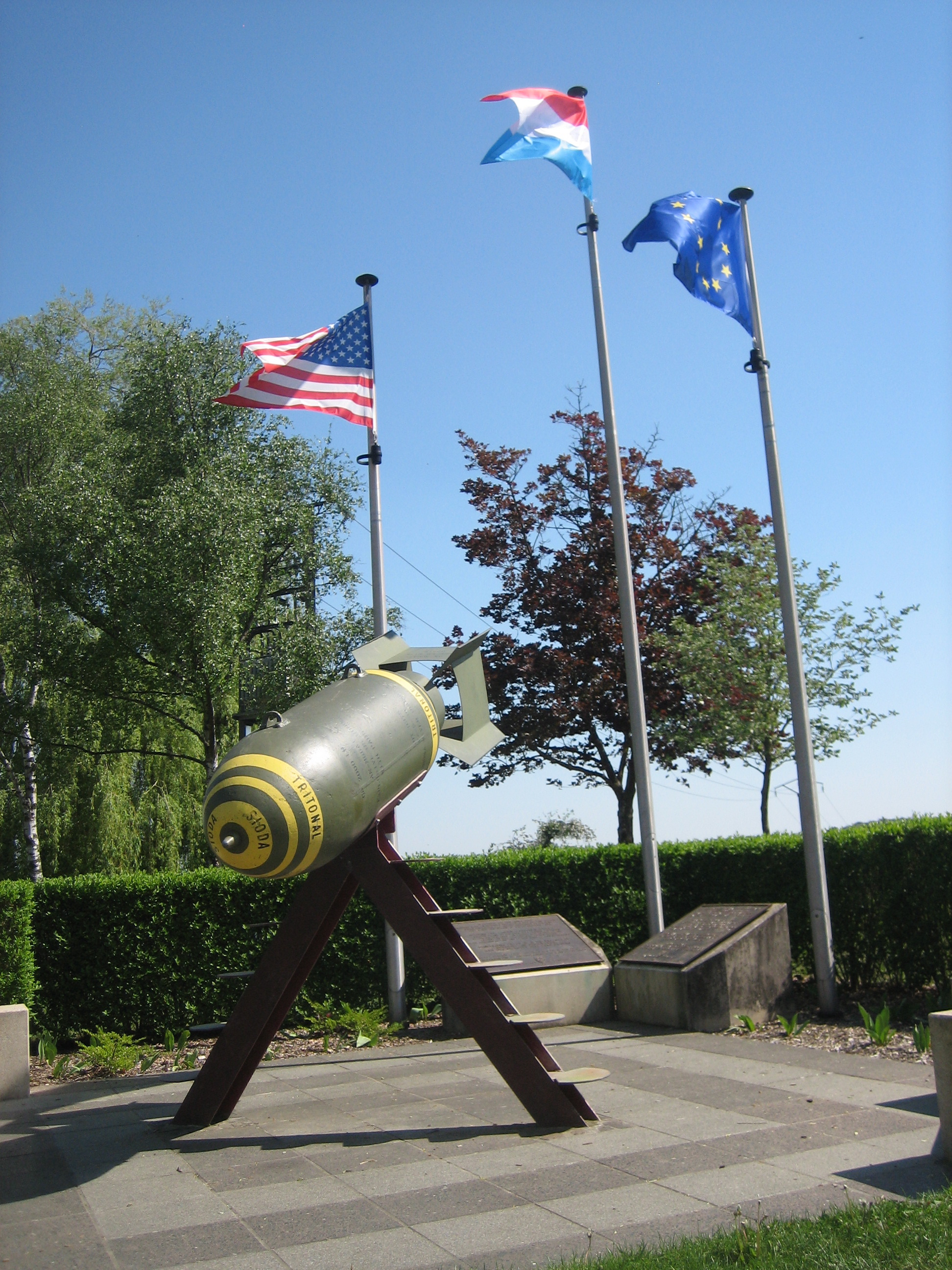
تریتونال

تریتونال ترکیبی است از ۸۰٪ تی ان تی و ۲۰٪ پودر آلومینیوم که در مهمات گوناگون مانند بمب‌های هواپیما به کار می‌رود. این ماده برای نخستین بار در جنگ جهانی دوم به کار رفت. رنگ آن نقره ایست و چگالی آن ۱/۷۳ گرم در سانتیمتر مکعب می‌باشد. نقطهٔ ذوب و انحلال آن مانند تی ان تی است.آلومینیوم قابلیت انفجار تی ان تی را بالا برده و اشتعال زایی آن را افزایش می‌دهد و در نتیجه موج انفجار بزرگتری تولید می‌کند.
معروف‌ترین سلاح‌هایی که مادهٔ منفجرهٔ آن‌ها از تریتونال است عبارتند از جی بی یو-۴۳بی معروف به مادر همه بمب‌ها و همچنین مارک ۸۲ . علاوه بر این تریتونال به دلیل تولید حرارت بالا برای نابودی فسژن نیز به کار می‌رود.
ترکیبی از این ماده با هیکسوژن در جنگ جهانی دوم با نام تریالنه به عنوان مواد منفجره موشک وی-۱ به کار رفت.